# Чинга
«Чинга» (англ. «Chinga») — 10-й эпизод 5-го сезона сериала «Секретные материалы». Премьера состоялась 4 февраля 1998 года на телеканале FOX.
Эпизод принадлежит к типу «монстр недели» и никак не связан с основной «мифологией сериала», заданной в первой серии.
Приглашённые звёзды — Сюзанна Хофманн, Дженни-Линн Хатчисон и Кэролин Твидл.
В США серия получила рейтинг домохозяйств Нильсена, равный 12,8, который означает, что в день выхода серию посмотрели 21,33 миллиона человек.
Главные герои серии — Фокс Малдер (Дэвид Духовны) и Дана Скалли (Джиллиан Андерсон), агенты ФБР, расследующие сложно поддающиеся научному объяснению преступления, называемые Секретными материалами.

## Сюжет
В данном эпизоде Скалли, будучи на отдыхе в тихом курортном местечке в штате Мэн, наблюдает ужасную картину: люди в супермаркете спонтанно наносят себе увечья, а мясник втыкает себе в глаз нож. Все нити сходятся на маленькой девочке со странной куклой времен 1940-х гг.

## Создание
Проклятая кукла в общих чертах напоминает игрушку из рассказа Стивена Кинга «Обезьяна».

## Создатели
Режиссёр — Ким Мэннэрс
Авторы сценария — известный писатель Стивен Кинг и Крис Картер. Сначала Кинг обратился к коллеге по сериалу Дэвиду Духовны и сообщил ему, что он фанат сериала и хочет поработать над эпизодом. После того, как он связался с создателем сериала Крисом Картером, его наняли в качестве приглашенного сценариста (после того, как ему впервые предложили написать эпизод «Миллениума»). В процессе написания Кинг работал удаленно у себя дома в штате Мэн, отправляя Картеру черновики сценария для переписывания. Картер сильно отредактировал историю, потому что, как он объяснил, «Стивен не привык писать за Малдера и Скалли [...] история Малдера и Скалли в его первоначальном проекте не совсем сработала». Картер помог завершить проект, и одним из самых больших изменений стало разделение Малдера и Скалли.